# Myioborus flavivertex
La candelita coronigualda o abanico colombiano (Myioborus flavivertex) es una especie de ave paseriforme de la familia Parulidae endémica de Colombia. 

## Descripción
La candelita coronigualda mide alrededor de 13,5 cm de largo. Su cabeza es principalmente negra, aunque la parte superior de su píleo y su garganta son de color amarillo intenso, como el plumaje de sus partes inferiores. Presenta una mancha amarillenta en el lorum, y a veces otra pequeña en forma de medialuna sobre el ojo. Su nuca y espalda son de color verde oliváceo, con las alas grisáceas y la cola negruzca con las plumas exteriores blancas. Su puntiagudo pico y sus patas son negros.

## Distribución y hábitat
Se encuentra únicamente en los bosques de la Sierra Nevada de Santa Marta, en el norte de Colombia, principalmente entre los 2000 y 3000 metros de altitud.